# Ernest Esclangon
Pour les articles homonymes, voir Esclangon.
Ernest Esclangon est un astronome et mathématicien français, né le 17 mars 1876 à Mison (Basses-Alpes) et mort le 28 janvier 1954 à Eyrenville (Dordogne). Il a été directeur de l'Observatoire astronomique de Strasbourg, puis de l'Observatoire de Paris-Meudon, et est un des fondateurs de l'Observatoire de Haute-Provence.
Mathématicien, il a développé les équations des fonctions quasi périodiques rencontrées en mécanique céleste. Pendant la Première Guerre mondiale, il assura la précision du repérage des pièces d'artillerie, en démontrant la double nature du son perçu. Astronome, il s'est attaché à l'établissement de la Carte du Ciel ; il a amélioré la précision des mesures dans les domaines de l’astronomie : mesure du temps, variation des longitudes, variation de la pesanteur ; tout en développant les performances techniques des lunettes et télescopes.
Il a conçu et fait construire l’horloge parlante, mise en service à Paris en 1933 et reproduite dans le monde entier.

## Biographie
Ernest Benjamin Esclangon est né dans une famille modeste. Son père, François-Honoré (1837-1920), ne sait pas lire, mais il cube les arbres et traduit en stères le volume de bois exploitable pour son frère menuisier. Sa mère, Marie-Caroline Maigre (1845-1915), est couturière. Elle tient à ce qu'Ernest aille à l'école, où il se révèle très brillant.
Il fait ses études secondaires au collège de Manosque, puis, après l'obtention du baccalauréat, va en classe de mathématiques spéciales au lycée de Nice, où il a comme camarade Paul Montel.
Il fait ensuite, de 1895 à 1898, des études supérieures scientifiques à l'École normale supérieure et à la faculté des sciences de Paris, où il obtient les licences ès sciences mathématiques et ès sciences physiques. Il est lauréat du concours d'agrégation de mathématiques en 1898. Après quelques mois de service militaire, il est proposé par Jules Tannery à Georges Rayet, comme candidat à un poste d'aide-astronome à l'observatoire de Bordeaux au service méridien (1899 - 1905). Il devient astronome-adjoint (1905) à l'équatorial. À partir de 1902, il enseigne également à la faculté des sciences de l'université de Bordeaux, tout d'abord en tant que chargé du cours de mécanique rationnelle (1902 - 1905) puis, comme maître de conférences (1905 - 1909) et professeur-adjoint (1909 - 1919), chargé du cours de calcul différentiel et de géométrie infinitésimale, puis du cours de mathématiques générales.
Il obtient le doctorat ès-sciences mathématiques en 1904 avec une thèse principale sur les fonctions quasi périodiques.
Pendant la Première Guerre mondiale, il travaille sur la balistique et met au point une nouvelle méthode permettant de déterminer avec précision la position d'une pièce d'artillerie.
Après l'armistice de 1918, Esclangon devient directeur de l'observatoire de Strasbourg, et professeur d'astronomie à la faculté des sciences de l'université de Strasbourg l'année suivante. En 1929, il devient directeur de l'observatoire de Paris et du Bureau international de l'heure. Il est nommé professeur d'astronomie physique à la faculté des sciences de l'université de Paris, ses collègues enseignants ont une renommée mondiale : Eugène Bloch (Mécanique ondulatoire et applications récentes), Louis de Broglie (Introduction de la relativité restreinte en mécanique ondulatoire), Marie Curie (Ions, Électrons et radioactivité), Jean Perrin (chimie et physique). Il entre au Bureau des longitudes en 1932.
Il est élu membre de l'Académie des sciences en 1929, où il retrouve ceux qui ont été ses professeurs : Paul Appell, Paul Painlevé, Jacques Hadamard, Élie Cartan. Il en sera vice-président en 1941, puis président en 1942. Il est président de la Société astronomique de France de 1933 à 1935.
En 1933, il invente l'horloge parlante, qui sera adoptée par de nombreux pays.
L'astéroïde binaire (1509) Esclangona porte son nom. En 1976, l'Union astronomique internationale a donné le nom d'Esclangon à un cratère lunaire.
Il est l'oncle du physicien Félix Esclangon.

## Carrière

### Le mathématicien
Le 25 juin 1904, Ernest Esclangon soutient sa thèse, « Les fonctions quasi-périodiques », devant le jury suivant :
- Paul Appell, président, doyen de la Faculté des sciences ;
- Henri Poincaré, professeur d’astronomie mathématique et mécanique céleste depuis 1896 ;
- Paul Painlevé, professeur de mathématiques générales, rapporteur de la thèse.

Ernest Esclangon dédicace sa thèse « À mes maîtres, Émile Borel et Paul Painlevé. »
Ernest Esclangon a certainement suivi les cours de Henri Poincaré, et lu Les Méthodes nouvelles de la mécanique céleste (1893) où Poincaré aborde le concept de fonction quasi périodique. Dans un commentaire personnel pour l’édition de ses Titres et Travaux scientifiques en 1907, Esclangon écrit : « Dans ce travail que j’aurais pu appeler aussi : “Sur certaines fonctions que l’on rencontre en mécanique céleste”, j’ai étudié toute une classe de fonctions qui tiennent une place importante dans la théorie des perturbations. J’ai préféré les désigner sous le nom de quasi périodiques, car, en dehors de l’Astronomie, elles se présentent dans d’autres questions de physique mathématique, telles que les marées, la composition des sons, les phénomènes météorologiques. Dans les équations de Poincaré, et celle de Anders Lindstedt, les coefficients de ces équations sont des fonctions quasi périodiques particulières. »
O'Connor et Robertson, historiens des sciences, confirment la nouveauté de cette approche : « Quasi-periodic functions, newly introduced, constitute a remarkable class among the almost periodic functions. Esclangon elaborated a theory for these functions, studied their differenciation and integration, and examined the differential equations wich allow them as coefficients. His doctoral thesis established a basis for their employment at a time when their role in mathematical physics was only beginning to be developed ».
Esclangon a poursuivi ce travail de mathématique fondamentale dans des publications successives :  
- « Sur les solutions périodiques de certaines équations fonctionnelles », Comptes rendus hebdomadaires des séances de l'Académie des sciences, t.146, 1908, p. 108
- « Sur les solutions périodiques d’une équation fonctionnelle linéaire », Comptes rendus hebdomadaires des séances de l'Académie des sciences, t.147, 1908, p. 180
- « Sur les intégrales bornées d’une équation différentielle linéaire », Comptes rendus hebdomadaires des séances de l'Académie des sciences, t.160, 1915, p. 475
- « Sur les intégrales quasi périodiques d’équations différentielles linéaires », Comptes rendus hebdomadaires des séances de l'Académie des sciences, t.161, 1915, p. 488
- « Nouvelles recherches sur les fonctions quasi périodiques », Annales de l’Observatoire de Bordeaux, t.XVI, 1919. L'Académie des sciences a décerné à ce travail le Grand Prix des sciences mathématiques en 1920.

Piers Bohl, professeur à l’École polytechnique de Riga, a traité de la théorie des fonctions presque périodiques par une voie différente, comme l’indique Paul Painlevé dans le rapport de thèse. En 1925, Esclangon est amené à retravailler sur la résolution de ces équations. Harald Bohr s’attache depuis 1913 à la résolution de fonctions presque périodiques, en utilisant la méthode de Bohl. Il adresse à Ernest Esclangon deux importants mémoires.
Il propose pour la traduction française le terme de « presque périodique », différenciant ainsi deux concepts. « Quasi périodique » et « presque périodique » n'ont pas la même signification. La définition de « presque périodique », notion la plus vaste, est fixée désormais. En revanche, « quasi périodique » peut avoir plusieurs sens : celui donné (très restrictif) par Ernest, correspond bien à la description des quasi-cristaux découverts expérimentalement en 1982. La quasi-périodicité est présente dans les quasi-cristaux dont la structure n’est pas périodique, mais qui présentent un ordre à longue distance se traduisant par un spectre de diffraction dénombrable.
La structure de ces phases quasi cristallines a été tout récemment présentée au public lors du festival de la Cristallographie les 17 et 18 janvier 2012.
Ernest Esclangon résumera sa réflexion en 1949 dans « Sur la représentation de certains phénomènes périodiques par des sommes de fonctions périodiques ».

### L'astronome
Esclangon a publié ses observations sur les planètes et les comètes dans dix-neuf notes. Ne disposant pas de matériel photographique, il y dessine leurs caractéristiques, noyau, queue, aigrette.
La comète de Halley a été visible à l’œil nu du 10 mai au 5 juin 1910 et a passionné les foules. En France, la nuit du 18 au 19 mai 1910 était prévue comme un spectacle extraordinaire, la comète devant être la plus proche de la terre. Mais elle fut moins visible que les jours précédents où la queue couvrait la moitié du ciel nocturne. Les calculs d’Esclangon, utilisant les données des observations faites dans le monde, reportent cette phase au 21 mai, l’absence de visibilité de la queue étant liée au caractère ténu des gaz la constituant.
En poste à l'Observatoire de Strasbourg, il développe la précision dans l’observation des étoiles : « Leur variation dans le temps et la détermination des longitudes doit se situer au-dessous de 2" d’arc » », Esclangon met sous forme d’équations successives, les corrections à calculer pour obtenir la précision souhaitée en prenant en compte tous les facteurs d’erreur.
Quelques publications à ce sujet
- « Sur les transformations de la comète de Halley », Comptes rendus hebdomadaires des séances de l'Académie des sciences, t.150, 1910, p. 1095
- « Étude sur l'orientation de la queue de la comète de Halley et sa rencontre avec la terre, en mai 1910 », Annales de l'Observatoire de Bordeaux, t.XV, 1912, (36 p.)

### Le mécanicien
Ernest Esclangon est confronté aux problèmes que pose la mécanique des télescopes, qu’il réussit à améliorer : « Un astronome doit être aujourd’hui à la fois opticien, photographe, chimiste, électricien, ingénieur. » Ces travaux l’amènent à exprimer le principe général de la régulation, d’après lequel un bon régulateur doit être en équilibre indifférent sous le régime normal, et instable par rapport aux écarts infiniment petits de ce régime.
Dans l'un de ses mémoires, il propose un modèle de lunette où les collimateurs permettent la substitution d’un axe optique à l’axe mécanique.
Ernest Esclangon restera attentif au fonctionnement du matériel dont disposent les observateurs, en particulier à Strasbourg.
Quelques publications à ce sujet
- « Mémoire sur la régulation des phénomènes. Les régulateurs à équilibre indifférent sous le régime normal », mémoires de la Société des sciences physiques et naturelles de Bordeaux, janvier 1911.
- « Sur l’entraînement mécanique des équatoriaux et la régularisation de leur mouvement », procès-verbaux de la Société des sciences physiques et naturelles de Bordeaux, novembre 1912.
- « Sur la précision des observations méridiennes et des mesures de longitudes », Annales de l’Observatoire de Strasbourg, t.1, 1926, p. 373.

### L'acousticien
La famille Esclangon est très vite atteinte par la guerre : deux neveux d’Ernest, Auguste et Raoul Rippert, fils de sa sœur Mazélie, sont tués en 1914. Georges Esclangon, fils de son frère Joachim, est grièvement blessé en 1917.
En mars 1918, premiers tirs de la « Grosse Bertha » à Crépy-en-Valois, à 120 km de Paris : trois canons lancent des obus de 104 kg.
Dans L’Acoustique des canons et des projectiles, Esclangon évoque les tirs de la « grosse Bertha ».
« Le 15 mars 1918, les canons à longue portée bombardaient Paris. À des intervalles de temps assez réguliers, toutes les vingt minutes environ, on entendait des détonations plus ou moins rapprochées correspondant à la chute des projectiles. Tout à coup, une explosion plus violente que les autres ébranla l’air et je crus qu’un obus venait de tomber à quelques centaines de mètres de l’Odéon, où nous nous trouvions. Nous vînmes immédiatement sur le Boulevard Saint Michel, et nous aperçûmes vers le Nord, une immense colonne de fumée : il s’agissait de l’explosion d’un immense dépôt de munitions à la Courneuve. Le lieu de l’explosion se situait à 10 km de l’endroit où nous en avions perçu le fracas qui nous avait étrangement trompés sur la distance. »
Ernest Esclangon va se consacrer, pendant toute la guerre, aux problèmes d’acoustique, dans le cadre de leur application au repérage par le son. En septembre 14, il rédige sur la demande du général Robert Bourgeois, directeur du Service géographique de l’armée, une note sur la solution théorique du repérage des canons : « L'évaluation des différences de temps que met le son à parvenir à des bases d’observation ».
En 1915, il réalise au Polygone d’artillerie navale de Gâvres, des séries d’expériences d’acoustique pour différencier le double bruit produit par le coup de canon, : 
1. le son de l'onde de bouche, lié à l’explosion de la charge, lié à une surpression violente ;
2. le son de l'onde balistique, lié à l’ébranlement créé par l’obus avant sa chute, non différencié par le son perçu mais par la très faible variation de pression qu’elle entraîne.

Des appareils d’enregistrement des pressions seront ensuite mis au point.
En novembre 1918, Ernest Esclangon assiste, du balcon du Ministère de la Marine, place de la Concorde, à la présentation des canons pris à l’ennemi.
Quelques publications à ce sujet
- « Sur les phénomènes sonores engendrés par les canons et les projectiles », mémoire no 1, mai 1915 (12 p.), mémoire no 2, août 1915 (51 p.), mémoire no 3, août 1916, 180 p., mémoire no 7, mars 1917, 7 p., archives de la Commission d'artillerie navale de Gâvres.
- « Sur les rapports entre l'onde de bouche et la flamme des canons », archives de la Commission d'artillerie navale de Gâvres, septembre 1916.
- « Mémoire sur la réfraction du son dans une atmosphère non homogène et en mouvement », archives de la Commission d'artillerie navale de Gâvres, décembre 1916, 67 p.
- « Sur les transformations acoustiques. Application à la perception des bruits sous-marins », archives de la Commission d'artillerie navale de Gâvres, février 1917, 21 p.
- « Sur l'expansion des gaz à la bouche des canons, ondes de Hugoniot. Étude cinématographique », archives de la Commission d'artillerie navale de Gâvres, octobre 1917.
- « Ondes balistiques, ondes de bouche, ondes de chute. Sifflement », Bulletin de renseignements de l'artillerie, avril-mai 1918 et 1919, 2x70 p.
- « Mémoire sur la théorie du mouvement des projectiles autour de leur centre de gravité. Influence des frottements. Stabilité. Instabilité essentielle et instabilité progressive », archives de la Commission d'artillerie navale de Gâvres, janvier 1918, 170 p.
- « Mémoire sur la détection sous-marine et les questions scientifiques qui s'y rattachent », Archives de la Marine de guerre, juillet 1918, 174 p. Ce mémoire est à l'origine des sonars actuels[11].

### L'administrateur

#### Observatoire de Strasbourg (1919 – 1929)
En 1919, Ernest Esclangon est nommé Directeur de l’Observatoire de Strasbourg et professeur d’astronomie à la faculté des sciences. Avant de rejoindre son poste, il est invité à épouser Marie-Léa Cambérou avec laquelle il a une fille, Germaine, née le 6 octobre 1911.

##### Réorganisation et modernisation de l'Observatoire
La décision de remise en route de l’Observatoire de Strasbourg est votée par la Chambre Bleu Horizon. Esclangon sera directeur, André Danjon, 29 ans, physicien et spécialiste d'astrométrie, est nommé astronome-assistant. André Couder, assistant de chimie à l'université de Strasbourg et astronome amateur, se joint à eux. La tâche est vaste : modernisation des bâtiments construits en 1876-1880, installation de l’électricité, du téléphone et de la TSF. ; équipement de l’atelier de nombreuses machines-outils qui permettent à l’équipe en place la construction d’un matériel adapté et de qualité.

##### Mesure du temps
Ernest Esclangon développe ses travaux sur la mesure du temps. Il met au point un système pour synchroniser toutes les horloges, en particulier celles situées dans les coupoles et qui servent à mesurer l’instant des phénomènes astronomiques. La synchronisation repose sur l’instant de passage de certaines étoiles au travers de la lunette méridienne. L’heure peut être lue grâce aux étoiles.
Esclangon étend son système à 12 instituts de l’université, et bientôt à la ville entière. Le battement de ces horloges qui rythme ceux des autres pendules est si précis qu’il est très sensible aux vibrations et variations de temps. En 1923, Esclangon aménage une nouvelle salle dans les caves de la lunette méridienne pour isoler ses horloges de l’activité humaine. En 1929, il invente une pendule à balancier unique, qui indique le temps sidéral lu sur les étoiles, et le temps moyen qui rythme la vie courante, et sera construite par la maison Brillié, créée en 1897 par Charles Vigreux et Lucien Brillié.

##### La relativité et l'expérience d'Esclangon
À Strasbourg, Ernest Esclangon, confronté à la Théorie de la Relativité, recherche comme ses contemporains des preuves astronomiques de la relativité. Il monte une expérience pour prouver la dissymétrie optique de l’espace. Elle consiste à comparer les positions de l’image d’un point lumineux situé au centre d’un miroir concave, quand on fait tourner le système de 90 degrés. Il poursuivra ces calculs à partir des résultats photographiques, lorsqu'il sera en poste à Paris.
Sa conclusion est négative : « La propagation de la lumière issue d’une source terrestre est indépendante du mouvement de la terre dans l’espace. Il y aurait lieu de compléter l’expérience au moyen de sources extra-terrestres. »

##### Strasbourg: Centre de données stellaires (CDS)
Ernest Esclangon puis André Danjon, ont laissé aux mains de Pierre Lacroûte, directeur de l'Observatoire de Strasbourg de 1946 à 1976, les appareils, les données et un état d'esprit qui ont fait de cet observatoire le Centre de Données Stellaires (CDS) qui centralise et diffuse les résultats des observations communiquées par les laboratoires du monde entier.
Quelques publications à ce sujet
- « La réorganisation matérielle et scientifique de l'observatoire de Strasbourg », Annales de l'Observatoire de Strasbourg, t.1, 1926, p. 1, (58 p.)
- « Étude théorique de la synchronisation électrique des pendules », Annales de l'Observatoire de Strasbourg, t.1, 1926, p. 85, (16 p.)
- « Sur la précision des observations méridiennes et des mesures de longitudes », Annales de l'Observatoire de Strasbourg, t.1, 1926, p. 373, (32 p.)
- « Mémoire sur l'amélioration des observations méridiennes », Bulletin astronomique, t.VI, 1930, p. 229-260, (32 p.)
- « Sur l'existence d'une dissymétrie optique de l'espace », Journal des Observateurs, vol XI, 1929, fasc.4, p. 49 & vol XII, fasc.3, p. 37.
- « Les expériences de réflexion optique et la dissymétrie de l'espace », Comptes rendus hebdomadaires des séances de l'Académie des sciences, t.188, 1929, p. 146.
- « Recherches expérimentales sur la dissymétrie optique de l'espace », Comptes rendus hebdomadaires des séances de l'Académie des sciences, t.200, 1935, p. 1165.

#### Observatoire de Paris (1929 – 1944)
Le 25 juin 1929, Ernest Esclangon est nommé Directeur de l'Observatoire de Paris. Ce jeune directeur, 53 ans, vient d’être élu à l’Académie des Sciences, il est promu au grade d’officier de la Légion d’honneur en 1930. La direction concerne les deux observatoires de Paris et Meudon. L’Observatoire de Paris, fondé en 1667, vit au rythme d’une tradition qui date de plus de 300 ans. L'Observatoire de Meudon, observatoire d’astronomie physique, a été mis en service en 1876, et rattaché en tant que «section d’astrophysique» à l’Observatoire de Paris en 1927.
Deux dossiers nécessitent une intervention immédiate : la gestion de la Fondation Dina, et la demande d’équipements pour la station d’astrophysique dont Esclangon, Danjon et Couder rêvent depuis 1923.

##### Fondation Dina: un grand observatoire[18]
En 1923, les mécènes Assan et Mary Dina font l'acquisition du refuge Vallot et du laboratoire d'optique qui existe à Chamonix ; et ont pour projet de créer un grand observatoire privé, comprenant un télescope de grand diamètre et doté d’un laboratoire d’optique qui se spécialisera dans la fabrication de miroirs. Ils contactent le général Gustave Ferrié, créateur de la transmission sans fil, astronome amateur. Cette proposition parvient à l’Observatoire de Strasbourg. André Danjon prépare alors le projet d’un laboratoire d’astronomie physique, pour le présenter à une commission d’astronomes et d’académiciens. Ernest Esclangon obtient de créer la station en Haute-Provence En 1924, le laboratoire d’optique, privé, est installé dans la salle du Méridien de Paris, sous la responsabilité de Benjamin Baillaud, directeur de l’Observatoire ; et une station provisoire est mise en place à Forcalquier.
M. Dina meurt accidentellement en 1928. Pour poursuivre son œuvre, son épouse trouve un nouvel interlocuteur en la personne d'Ernest Esclangon, qui la convainc de continuer le programme de donation. Sous la présidence Jacques Cavalier, directeur de l'enseignement supérieur, le Conseil du 8 décembre 1930 permet d’enregistrer la donation Dina : Madame Dina, veuve, renonce au projet de construire un observatoire privé, elle fait don à l’Observatoire de Paris du Refuge Vallot, des laboratoires d’optique de Paris et Chamonix ; elle fait également don d'un million de francs à l'Académie des Sciences.
L'action synergique de Cavalier et Esclangon a permis « d'accroître notablement la puissance des moyens scientifiques de l'Observatoire de Paris et de l'Astronomie française », ce don matérialise enfin le projet de l’observatoire de Haute-Provence.

##### Le Plan d’outillage national
Pour progresser, le financement ne peut venir que de l’État. Les astronomes sont confrontés aux difficultés économiques et aux jeux politiques.
Esclangon voit, installé sur le plateau de Mison et sous la tutelle de l'observatoire de Paris, un équipement modeste où les astrophysiciens pourront obtenir leurs clichés, complété par un centre d’analyse à Paris. Il est attaché à Mison, où un terrain de 4ha, appartenant à son beau-frère Joseph Siard, est disponible.
Le projet d’André Danjon est ambitieux, mais beaucoup plus coûteux. Son rapport général du 20 février 1934 comprend télescopes, lunettes, table équatoriale, l’évaluation des coûts des bâtiments et de la voirie pour un total général de 50 025 000 francs. La direction doit être assurée par un Conseil de gestion et la station sera à la disposition de tous les observatoires.
Ce projet est soumis au Parlement en 1931 dans le cadre du Plan d’outillage national.
À l’occasion du Congrès national d'astronomie de 1931, Esclangon signale le déficit en équipements : l'astronomie française ne dispose que de deux télescopes de grand diamètre, mais de plus de 40 ans. Il insiste sur le retard de la France dans les domaines de l'astronomie stellaire, la spectroscopie céleste, et sur la nécessité de disposer de télescopes puissants pour poursuivre l'astronomie de position.
Une « Lettre ouverte aux députés » est envoyée le 9 décembre 1931. Elle est signée de Henri Deslandres, Esclangon, Aymar de La Baume Pluvinel, Jules Baillaud, Armand Lambert,, : « Les théories mathématiques, la mécanique céleste, pour lesquelles seuls de puissants cerveaux humains étaient nécessaires et suffisants, ont dû laisser le pas aux pures observations physiques. Les télescopes géants permettent d’accéder aux découvertes non encore épuisées que l’astrophysique peut offrir aux astronomes modernes. Il paraît de première nécessité de doter l’Observatoire de Paris d'une annexe disposant d'un instrument puissant et moderne, située dans une région jouissant d’un ciel pur indispensable aux recherches de l’Astronomie ». »
Il est trop tard. Le budget de 1932 est en cours d’examen depuis novembre 1931.
Dans son article « Les grands télescopes du monde et l'outillage des observatoires français », Jules Baillaud détaille les étapes de cet échec et conclut sur une formule : « Rayé par le Sénat ! », qui sera beaucoup réutilisée.

##### Installation du télescope de 0,81 m à Forcalquier
En décembre 1931, en réponse à l’échec politique, Ernest Esclangon fait le déménagement du télescope alors qu’il n’a pas encore les crédits : ni pour le déménagement, ni pour le fonctionnement.
Il est utilisé de 1932 à 1945 à  Forcalquier ; en particulier par Marcel de Kerolyr, astrophotographe amateur. Le télescope est à la disposition des astronomes de la France entière, après accord avec le Directeur de l’Observatoire de Paris. Raymond Tremblot,, de l’observatoire de Toulouse, y passe deux étés en 1937 et 1938, sur un programme de spectroscopie stellaire. Jean Rösch y travaille en stéréoscopie sur des nébuleuses extragalactiques.

##### Observatoire Vallot
Le site a été organisé pour les astronomes et équipé d'un matériel d’astronomie important.
Ernest Esclangon reçoit chaque année un compte rendu et les lettres des candidats qui souhaitent travailler à l’observatoire Vallot. Daniel Chalonge, physicien et astronome à l’Observatoire de Paris, s’y rend plusieurs fois pour enregistrer le spectre ultraviolet des étoiles, mesure réalisable en haute altitude. Le 4 juin 1932, il établit l’inventaire de l'observatoire Vallot, quelques jours plus tard (du 12 au 16 juin), il y entraine Félix Esclangon, physicien, neveu d’Ernest. Les visiteurs se succèdent : en 1933, Pierre Auger, alors assistant de chimie-physique à la Faculté des sciences de Paris ; en 1934, une équipe lyonnaise : G. Liandrat, Henri Hermann, futur doyen de la Faculté de Médecine, et Raymond Latarjet, anatomiste et chirurgien (ils effectuent des études de physiologie en altitude), et du 31 mars au 1er avril, Alexandre Dauvillier, médaille Janssen 1932, spécialiste des rayons cosmiques.

##### Toujours astronome de l’astronomie de position
Malgré ses tâches administratives, Ernest Esclangon reste un astronome passionné par les évènements du monde céleste. La découverte de Pluton le conduit a une série de calculs de sa trajectoire. Esclangon propose une méthode qui permet de corriger le mouvement de la Terre pendant les observations.
« La méthode proposée par Esclangon s’applique particulièrement bien dans le cadre de l’astre transneptunien découvert au début de 1930, et un très grand nombre de calculs ont été faits, pour cet astre et par cette méthode, par M. Stoyko, astronome à l’Observatoire de Paris. »
Quelques publications à ce sujet
- « Sur le nouveau corps céleste découvert à l'Observatoire Lowell », Comptes rendus hebdomadaires des séances de l'Académie des sciences, t.190, 1930, p. 834
- « Sur la position du corps céleste actuellement supposé transneptunien », Comptes rendus hebdomadaires des séances de l'Académie des sciences, t.190, 1930, p. 931& 957
- « Sur la détermination de la position et les éléments d'une planète ou comète éloignée. Application au corps céleste Lowell », Comptes rendus hebdomadaires des séances de l'Académie des sciences, t.190, 1930, p. 931
- « Remarque au sujet d'une Note de M.Stoyko », Comptes rendus hebdomadaires des séances de l'Académie des sciences, t.190, 1930, p. 1381
- « Nouvelles observations de la planète transneptunienne et nouvelle détermination de son orbite », Comptes rendus hebdomadaires des séances de l'Académie des sciences, t.191, 1930, p. 609
- « Mémoires sur la détermination de la position et des éléments d'une orbite, par trois observations correspondant à un petit arc de l'orbite », Bulletin astronomique, t.VI, fasc.Ii, 1930, p. 101

##### Les horloges

###### L'horloge parlante

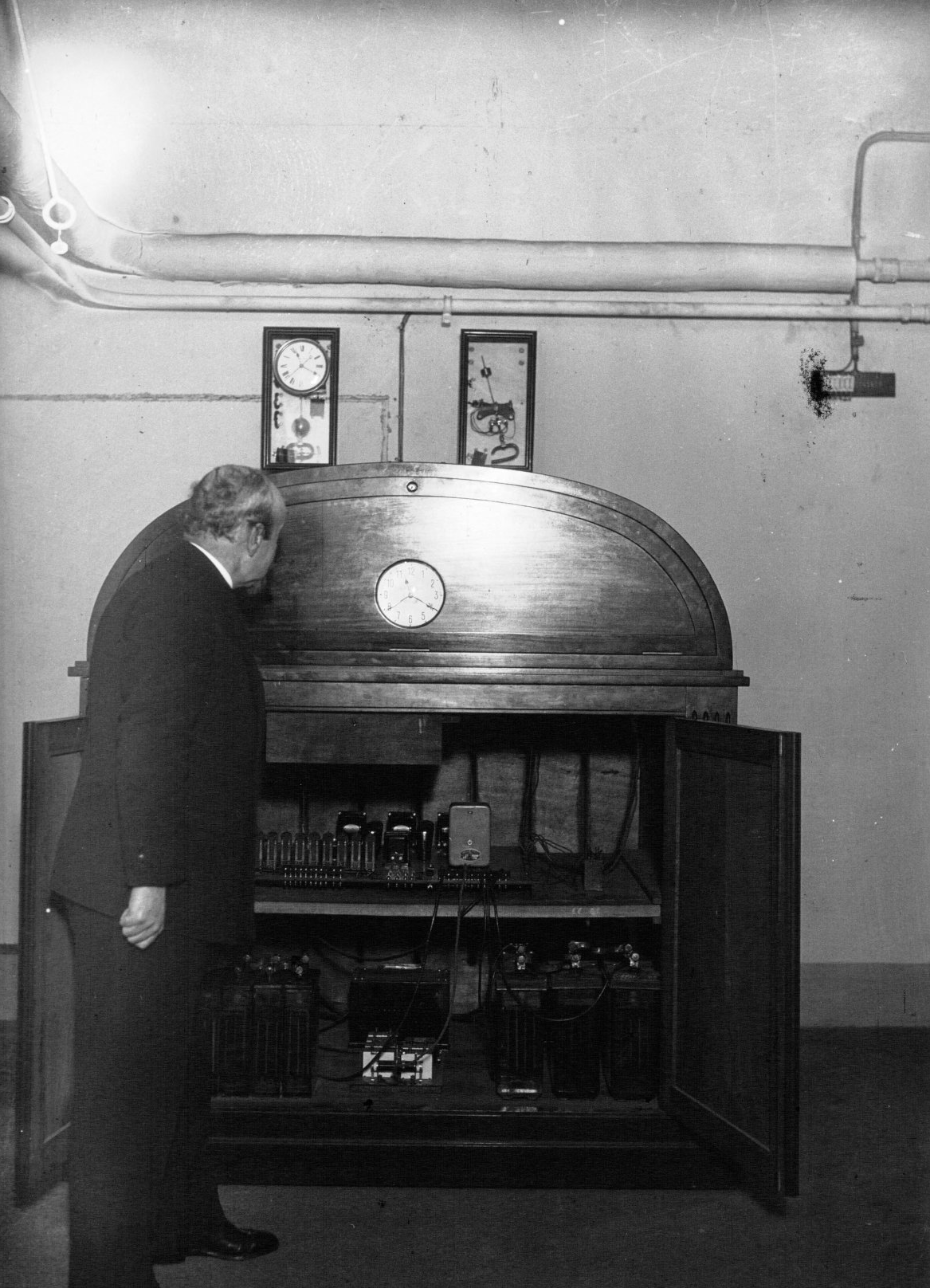
Ernest Esclangon devant l'horloge parlante de l'Observatoire de Paris (1933).

Le Directeur de l’Observatoire de Paris est président du Bureau international de l'heure.
« À mon arrivée à l’Observatoire, écrit Ernest Esclangon, les demandes d’heure par téléphone étaient si nombreuses qu’elles étaient gênantes pour les relations téléphoniques normales de l’établissement, sans compter l’immobilisation d’une personne chargée de répondre à ces demandes. »
Ayant amélioré à Strasbourg une horloge à signaux acoustiques, il remplace le signal par l’enregistrement photographique du son, sur trois bandes, qui sont lues par trois cellules photo-électriques. Les enregistrements des bandes heures, minutes, secondes sont réalisés par Georges Dorival, pensionnaire de la Comédie-Française. L'horloge parlante est synchronisée avec l'horloge fondamentale, située dans les souterrains de l'Observatoire dans une enceinte à pression constante. Ernest reconnait que, si les principes sont simples, les difficultés mécaniques et électriques ont été surmontées grâce à la ténacité de M. Mayer, directeur, et de M. Nimier, ingénieur de la Maison Brillé. Il écrit dans une édition de ses Titres et Travaux : « Inaugurée à Paris le 14 février 1933, l’horloge parlante a connu le plus éclatant succès. Sa précision, fixée d'abord au 1/10 de seconde, a été ultérieurement portée au 1/100 de seconde, ce qui, sans rien perdre de sa simplicité pour l'usage du public, en permit l'utilisation par les astronomes, les géodésiens, les navigateurs, les horlogers… »
L'invention de l’horloge parlante entraîne, pour Ernest Esclangon, une célébrité plus que nationale. Ce système sera adopté par de nombreux pays.

###### La double horloge: temps moyen et temps sidéral
Le jour solaire est l’intervalle de temps entre deux passages du soleil au méridien, 24h00 par définition. Le jour sidéral est l’intervalle de temps entre deux passages d’une étoile au méridien. Du fait de la révolution de la terre autour du soleil en 365,42 jours solaires, une même étoile culmine 4 minutes plus tôt que la veille. Dans le dispositif mis au point, l’horloge sidérale synchronisante est maintenue à l’heure exacte, l’heure étant transmise à l’horloge du temps moyen par deux engrenages, plus le nombre de dents est grand, plus grande sera la précision. Esclangon fait construire par la Maison Brillé des horloges doubles, suivant le modèle construit à Strasbourg par la Maison Ungerer en 1925. Une de ces horloges a été donnée à la mairie de Mison.
Quelques publications à ce sujet
- « Étude théorique de la synchronisation électrique des pendules », Annales de l’Observatoire de Strasbourg, t.1, 1926. p. 85, (16 p.)
- « Sur une horloge portant indication simultanée du temps moyen et du temps sidéral », L’Astronomie, t.49, 1935, p. 315

##### Cinquième assemblée générale de l’Union astronomique internationale
Élu président de l’Union astronomique internationale (1935-1938), Ernest Esclangon organise à Paris sa sa cinquième assemblée générale, du 9 au 17 juillet 1935.
« L’évènement sera marqué, en dehors des travaux, par la réception à l’Élysée par le Président Albert Lebrun, la réception à l’Hôtel de Ville, la visite des observatoires, un dîner le 14 juillet à la Tour Eiffel, mis en place par Mme Flammarion et M. de la Baume Pluvinel, sous les auspices de la Société astronomique de France» »
Esclangon donne une grandiose cérémonie à l’Observatoire, illuminé sur ses deux façades. C’est la dernière fois qu’un bal s’est tenu dans l’établissement (plus précisément dans la grande galerie). Les congressistes sont accueillis par Mme Ernest Esclangon. Celle-ci a joué un rôle social important. Elle recevait le samedi, pour des réunions en fin d’après midi, des collègues scientifiques et les membres des Académies.
Mais la position officielle d’Ernest Esclangon dans le monde de l’astronomie et de la Sorbonne, et ces manifestations brillantes dans lesquelles il a investi beaucoup d'énergie pour le prestige de l'astronomie française, ne lui ont cependant pas permis de développer le petit département d’astrophysique auquel il tient.

##### 1936: le Front populaire
3 mai 1936 : le Front Populaire arrive au pouvoir. Différents facteurs vont permettre aux astronomes et astrophysiciens au travail dans les deux observatoires, d’obtenir l’indépendance intellectuelle à laquelle ils aspirent, et une aide financière conséquente : le succès du Front populaire, et la conception par Jean Perrin d’une nouvelle politique de la recherche scientifique. Prix Nobel, professeur dans la chaire de chimie et physique, il réfléchit sur l’optimisation de la recherche. Après son décès en 1942, Ernest Esclangon, alors président de l’Académie des Sciences décrit, dans son éloge, le rôle de Jean Perrin dans la mise en place puis le développement d’un système de financement de la recherche complètement différent du modèle universitaire.
Le 28 octobre 1936 est le jour de la parution du décret de création d’un service de recherches d’astrophysique, signé du ministre de L’Éducation nationale Jean Zay.
Ce service comprendra une station d'observation, située en Haute-Provence, et un laboratoire pour le dépouillement et l'étude des documents d'observation, situé de préférence à Paris. Il est constitué un Comité de direction du Service de Recherches d'Astrophysique, dont Jean Perrin, Irène Joliot-Curie, Frédéric Joliot-Curie, Ernest Esclangon, André Couder, André Danjon, Henri Mineur, Daniel Chalonge, Jean Dufay, Francis Perrin, Fernand Holweck, Pierre Auger...
Mais ce changement n'ira pas sans heurts pour l'Observatoire de Paris.
Le 9 novembre 1936, Ernest Esclangon écrit dans un memorandum adressé au Conseil de l’Observatoire : « Le Comité de direction du Service, présidé par Jean Perrin, sous-secrétaire d'État à la Recherche scientifique, adopta, en mon absence, le projet que le télescope fût affecté en toute propriété à la Recherche Scientifique pour être transporté à l’Observatoire de Haute Provence, dont la création venait d’être arrêtée. »
Le 23 janvier 1937, Le Comité de direction décide de construire le laboratoire parisien sur le site de l’Observatoire de Paris, au prix de la destruction du pavillon de la Carte du ciel.
Cette dépossession progressive de l'Observatoire de Paris se fait très conflictuellement,, sous l'impulsion d'André Danjon, successeur d'Ernest à la direction de l'Observatoire de Strasbourg, totalement investi dans son projet de l'Observatoire de Haute-Provence ; et de la nouvelle génération d'astronomes (qui se définissent désormais comme astrophysiciens) en opposition à la génération précédente incarnée, à leurs yeux, par Ernest Esclangon.
« L'action de la Caisse nationale est soutenue par plusieurs astronomes de l’Observatoire, en particulier Henri Mineur qui est un iconoclaste très actif au moment du Front populaire et qui veut réformer en profondeur l’astronomie française : c’est lui qui mène avec Barbier, Chalonge, Couder, Danjon et Jean Dufay, directeur de l’observatoire de Lyon, la lutte qui aboutit à la création d’un nouvel observatoire national à Saint-Michel et de l’Institut d’astrophysique.. »
Les astrophysiciens, bien que travaillant toujours à l'Observatoire avec ses instruments et ses crédits, marquent leur autonomie en organisant, du 12 au 17 juillet 1937, une conférence internationale sur « L’absorption de la lumière dans l’espace interstellaire » et en créant une voix indépendante, les Annales d’astrophysique. Le premier numéro paraît en 1938.

### Fin de carrière
Le congrès de Stockholm clôt le court intermède de paix et de collaboration internationale, entre les deux guerres mondiales. Ernest avait pressenti le nouveau conflit. Albert Pérard écrit, dans l'hommage funèbre à Ernest : « J’ai retenu la forte impression de ce patriotisme inquiet qui l’animait et qui, dans l’entre-deux-guerres, lui faisait redouter l’agression. Il me répétait : “Travaillez et faites travaillez vos officiers ; vous verrez qu’un jour ou l’autre ils se jetteront sur nous, il faut être prêts”. »
Pendant toute la durée de la guerre, Ernest Esclangon poursuit ses publications scientifiques, son travail d’enseignant à la Sorbonne, de vice-président, puis de président de l’Académie des Sciences (1941/1942), et la gestion administrative des Observatoires ; avec le souci de maintenir les observatoires et leur personnel au travail. Les relations avec l’État Français, la propagande et l’occupant sont neutres.
Esclangon quitte l'Observatoire de Paris en 1944, il a 68 ans. Il devient Commandeur dans l'ordre de la Légion d'honneur. Il continue d'enseigner à la Sorbonne jusqu'en 1947, et s'intéressera encore, peu de temps avant sa disparition « à l'onde balistique produite par des avions à vitesse supersonique, et les possibilités de vie des astronautes privés de pesanteur à l'intérieur d'un projectile, passé satellite de la Terre. »
Il meurt le 28 janvier 1954 à Eyrenville à l'âge de 77 ans, et est enterré à Mison.
Esclangon aura vu, avant de disparaître, André Danjon son successeur à Strasbourg en 1930 puis à Paris en 1945, assurer la double direction de l’Observatoire de Paris et l’Institut d’Astrophysique, concrétisant en fin de compte malgré les conflits et dissensions qui les ont opposés, le message d’Ernest : « L'Astrophysique n'est pas une science distincte de l'Astronomie avec des frontières nettement tranchées… C'est en réalité une branche enchevêtrée, sous des formes diverses, dans toutes les branches de cette science ; on ne saurait l'en séparer et l'en distraire, et on doit chercher à en équilibrer le développement avec le développement général de l'Astronomie, sans en faire une sorte de monopole, une sorte d'Astronomie dans l'Astronomie ».

## Hommages
- La Société astronomique de France lui a décerné le prix Jules-Janssen en 1935[41].
- L'astéroïde binaire (1509) Esclangona a été baptisé en son honneur. En 1976, l'Union astronomique internationale a donné le nom d'Esclangon à un cratère lunaire.
- À Mison, son village d'origine, une plaque est apposée sur sa maison natale et une place a été baptisée en son honneur, où se trouve une stèle commémorative avec médaillon de bronze sur plaque de marbre[42]. En outre, le 60e anniversaire de sa disparition est célébré par une exposition philatélique les 10 et 11 mai 2014.
- Une vitrine lui est consacrée au Musée Terre et Temps, à Sisteron.
- Diverses voies publiques lui rendent également hommage : des rues portent son nom à Digne-les-Bains, Laragne-Montéglin (Hautes-Alpes), Lormont (Gironde), Rouen (Seine-Maritime), Issigeac (Dordogne), et dans le 18e arrondissement de Paris. Enfin, un boulevard lui est dédié à Manosque (Alpes de Haute-Provence).